# Prêmio TVyNovelas de 1998
16º Prêmio TVyNovelas

Novela: 

Esmeralda
Atriz: 

Angélica Aragón
Ator: 

Sergio Goyri
O Prêmio TVyNovelas 1998 foi a 16ª edição do Prêmio TVyNovelas, prêmio entregue pela revista homônima aos melhores artistas e produções da televisão mexicana referente ao ano de 1997. O evento ocorreu na Cidade do México. Foi transmitido pela emissora mexicana Canal de las Estrellas e apresentado por Fernando Colunga e Sebastián Ligarde.